# Estados Unidos nos Jogos Pan-Americanos de 1983
Os Estados Unidos nos Jogos Pan-Americanos de 1983 participaram pela 9ª vez da competição pan-americana.
A cidade sede foi Caracas, capital da Venezuela. Os Estados Unidos somaram um total de 285 medalhas, terminando pela oitava vez consecutiva em primeiro lugar no quadro geral de medalhas..